# Liste der Gemeinden im Landkreis Dillingen an der Donau

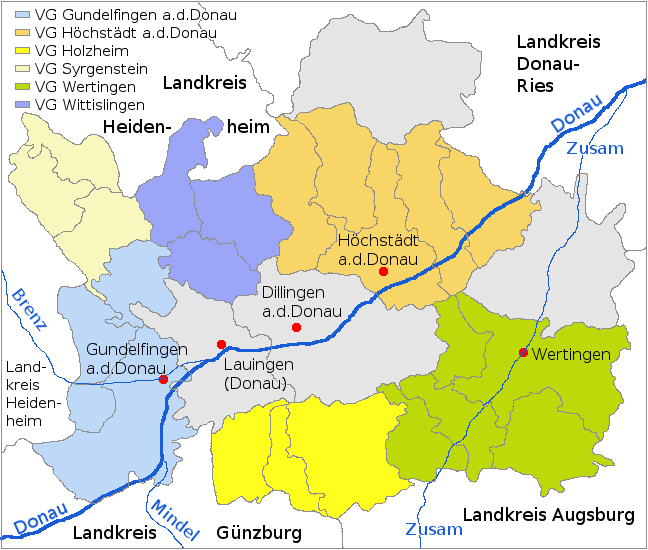
Überblick über den Landkreis Dillingen an der Donau mit den Städten und Verwaltungsgemeinschaften

Die Liste der Gemeinden im Landkreis Dillingen an der Donau gibt einen Überblick über die 27 kleinsten Verwaltungseinheiten des Landkreises. Er besteht aus 27 Gemeinden, von denen fünf Kleinstädte und drei Märkte sind. Am 1. Januar 1939 wurden die Bezirksämter Dillingen an der Donau und Wertingen in Landkreis umbenannt. Ab diesem Zeitpunkt ist frühestens die Zugehörigkeit eines Hauptortes zum Landkreis in der Liste vermerkt. Von 1878 bis 1940 und 1949 bis 1972 war Dillingen an der Donau eine kreisfreie Stadt. In seiner jetzigen Form bildete sich der Landkreis nach der bayerischen Gebietsreform im Jahr 1972 heraus. Die heutige Gemeindegliederung war im Jahr 1979 abgeschlossen. Bei den Teilorten der Gemeinden ist das Jahr vermerkt, in dem diese der Gemeinde beitraten.

## Beschreibung
Weiter gegliedert werden kann der Landkreis in sechs Verwaltungsgemeinschaften (VG): VG Gundelfingen an der Donau, VG Höchstädt an der Donau, VG Holzheim, VG Syrgenstein, VG Wertingen und die VG Wittislingen; Die Städte Dillingen an der Donau und Lauingen (Donau) sind wie die Märkte Bissingen und die Gemeinde Buttenwiesen nicht Teil einer Verwaltungsgemeinschaft.
Der Landkreis hat eine Gesamtfläche von 792,3 km². Die größte Fläche innerhalb des Landkreises besitzt die Stadt Dillingen an der Donau mit 75,59 km². Es folgen der Markt Bissingen mit 64,22 km² und die Gemeinde Buttenwiesen mit 59,49 km². Die beiden Städte, Gundelfingen an der Donau und Wertingen haben eine Fläche von 53,97 beziehungsweise 51,8 km². Die Fläche der Stadt Lauingen (Donau) und der Gemeinde Holzheim beträgt über 40 km². Die Stadt Höchstädt an der Donau hat eine Fläche die größer ist als 30 km². Sieben Gemeinden sind über 20 km² groß und elf über 10 km²vv. Nur die Fläche der Gemeinde Bächingen an der Brenz ist mit 7,34 km² kleiner als 10 km².
Den größten Anteil an der Bevölkerung des Landkreises von 100.141 Einwohnern hat die Große Kreisstadt Dillingen an der Donau mit 20.070 Einwohnern, gefolgt von den Städten Lauingen mit 11.445 und Wertingen mit 9625. Die beiden anderen Städte, Gundelfingen an der Donau und Höchstädt an der Donau haben eine Bevölkerung von 8026 beziehungsweise 7073 Einwohnern. Eine Gemeinde hat eine Bevölkerung von über 5.000 Einwohnern, drei haben über 3.000, zwei über 2.000 und 14 über 1.000. Die zwei von der Einwohnerzahl her kleinsten Gemeinden haben unter 1.000 Bewohner. Das sind Lutzingen mit 975 und Zöschingen mit 772 Einwohnern.
Der gesamte Landkreis Dillingen an der Donau hat eine Bevölkerungsdichte von 126 Einwohnern pro km². Die größte Bevölkerungsdichte innerhalb des Kreises haben die Städte Lauingen mit 258, Dillingen mit 266 und die Gemeinde Syrgenstein mit 236 Einwohnern pro km². Die drei anderen Städte und fünf weitere Gemeinden haben über 100 Einwohner pro km², 16 Gemeinden unter 100. Die am dünnsten besiedelten Gemeinden sind Zöschingen mit 53, Ziertheim mit 51 und Lutzingen mit 39 Einwohnern pro km².

## Legende
- Gemeinde: Name der Gemeinde beziehungsweise Stadt
- Teilorte: Aufgezählt werden die ehemals selbständigen Gemeinden der Verwaltungseinheit. Dazu ist – wenn bekannt – das Jahr der Eingemeindung angegeben, bei Hauptorten einer Gemeinde die Eingliederung der Gemeinde in den Landkreis.
- VG: Zeigt die Zugehörigkeit zu einer der sechs Verwaltungsgemeinschaften
- Wappen: Wappen der Gemeinde beziehungsweise Stadt
- Karte: Zeigt die Lage der Gemeinde beziehungsweise Stadt im Landkreis
- Fläche: Fläche der Stadt beziehungsweise Gemeinde, angegeben in Quadratkilometer
- Einwohner: Zahl der Menschen die in der Gemeinde beziehungsweise Stadt leben (Stand: 31. Dezember 2023[1])
- EW-Dichte: Angegeben ist die Einwohnerdichte, gerechnet auf die Fläche der Verwaltungseinheit, angegeben in Einwohner pro km² (Stand: 31. Dezember 2023[1])
- Höhe: Höhe der namensgebenden Ortschaft beziehungsweise Stadt in Meter über Normalnull[2]
- Bild: Bild aus der jeweiligen Gemeinde beziehungsweise Stadt

## Gemeinden
| Gemeinde                         | Teilorte | VG                           | Wappen                                        | Karte                                                                     | Fläche | Einwohner | EW- Dichte | Höhe | Bild                       |
| -------------------------------- | --- | ---------------------------- | --------------------------------------------- | ------------------------------------------------------------------------- | ------ | --------- | ---------- | ---- | -------------------------- |
| Landkreis Dillingen an der Donau | |                              | Wappen des Landkreises Dillingen an der Donau | Der Landkreis Dillingen an der Donau                                      | 792,3  | 100,141   | 126        |      |                            |
| Aislingen                        | Aislingen (1939) Baumgarten | VG Holzheim                  | Wappen des Marktes Aislingen                  | Lage des Marktes Aislingen im Landkreis Dillingen an der Donau            | 19,35  | 1.301     | 67         | 438  |                            |
| Bachhagel                        | Bachhagel (1939) Burghagel Oberbechingen | VG Syrgenstein               | Wappen der Gemeinde Bachhagel                 | Lage der Gemeinde Bachhagel im Landkreis Dillingen an der Donau           | 19,72  | 2.296     | 116        | 471  |                            |
| Bächingen an der Brenz           | Bächingen an der Brenz (1939) | VG Gundelfingen an der Donau | Wappen der Gemeinde Bächingen                 | Lage der Gemeinde Baechingen im Landkreis Dillingen an der Donau          | 7,34   | 1.388     | 189        | 440  | Nikolaikirche Bächingen    |
| Binswangen                       | Binswangen (1972) | VG Wertingen                 | Wappen der Gemeinde Binswangen                | Lage der Gemeinde Binswangen im Landkreis Dillingen an der Donau          | 11,91  | 1.413     | 119        | 421  |                            |
| Bissingen                        | Bissingen (1939) Buggenhofen (1971) Burgmagerbein (1971) Diemantstein (1972) Fronhofen (1972) Gaishardt (1971) Göllingen (1971) Hochstein (1971) Kesselostheim (1971) Leiheim (1978) Oberliezheim (1978) Oberringingen (1978) Stillnau (1978) Thalheim (1972) Unterbissingen (1971) Unterringingen (1978) Warnhofen (1972) Zoltingen (1978) |                              | Wappen des Marktes Bissingen                  | Lage des Marktes Bissingen im Landkreis Dillingen an der Donau            | 64,22  | 3.724     | 58         | 455  |                            |
| Blindheim                        | Blindheim (1939) Unterglauheim Wolpertstetten | VG Höchstädt an der Donau    | Wappen der Gemeinde Blindheim                 | Lage der Gemeinde Blindheim im Landkreis Dillingen an der Donau           | 26,39  | 1.863     | 71         | 417  | Kirche Blindheim           |
| Buttenwiesen                     | Buttenwiesen (1972) Frauenstetten Lauterbach Oberthürheim Pfaffenhofen a.d.Zusam Unterthürheim Wortelstetten |                              | Wappen der Gemeinde Buttenwiesen              | Lage der Gemeinde Buttenwiesen im Landkreis Dillingen an der Donau        | 59,49  | 6.164     | 104        | 413  |                            |
| Stadt Dillingen an der Donau     | Dillingen an der Donau (1972) Donaualtheim Fristingen Hausen Kicklingen Schretzheim Steinheim |                              | Wappen der Stadt Dillingen an der Donau       | Lage der Stadt Dillingen an der Donau im Landkreis Dillingen an der Donau | 75,59  | 20,070    | 266        | 434  | Schloss Dillingen          |
| Finningen                        | Finningen (1972) Mörslingen Oberfinningen Unterfinningen | VG Höchstädt an der Donau    | Wappen der Gemeinde Finningen                 | Lage der Gemeinde Finningen im Landkreis Dillingen an der Donau           | 27,84  | 1.849     | 66         | 453  |                            |
| Glött                            | Glött (1939) | VG Holzheim                  | Wappen der Gemeinde Glött                     | Lage der Gemeinde Glött im Landkreis Dillingen an der Donau               | 10,99  | 1.133     | 103        | 504  |                            |
| Stadt Gundelfingen an der Donau  | Gundelfingen an der Donau (1939) Echenbrunn Peterswörth | VG Gundelfingen an der Donau | Wappen der Stadt Gundelfingen an der Donau    | Lage der Stadt Gundelfingen im Landkreis Dillingen an der Donau           | 53,97  | 8.026     | 149        | 439  | Unteres Tor (Gundelfingen) |
| Haunsheim                        | Haunsheim (1939) Unterbechingen | VG Gundelfingen an der Donau | Wappen der Gemeinde Haunsheim                 | Lage der Gemeinde Haunsheim im Landkreis Dillingen an der Donau           | 17,79  | 1.642     | 92         | 446  |                            |
| Stadt Höchstädt an der Donau     | Höchstädt an der Donau (1939) Deisenhofen Oberglauheim Schwennenbach | VG Höchstädt an der Donau    | Wappen der Stadt Höchstädt an der Donau       | Lage der Stadt Höchstädt an der Donau im Landkreis Dillingen an der Donau | 37,45  | 7.073     | 189        | 417  | Höchstädt                  |
| Holzheim                         | Holzheim (1939) Ellerbach (1975) Eppisburg (1978) Weisingen (1978) Altenbaindt (1970 nach Weisingen eingemeindet) | VG Holzheim                  | Wappen der Gemeinde Holzheim                  | Lage der Gemeinde Holzheim im Landkreis Dillingen an der Donau            | 40,86  | 3.765     | 92         | 432  |                            |
| Laugna                           | Laugna (1972) Bocksberg Osterbuch | VG Wertingen                 | Wappen der Gemeinde Laugna                    | Lage der Gemeinde Laugna im Landkreis Dillingen an der Donau              | 27,6   | 1.588     | 58         | 442  |                            |
| Stadt Lauingen (Donau)           | Lauingen (Donau) (1939) Faimingen Frauenriedhausen Veitriedhausen |                              | Wappen der Stadt Lauingen (Donau)             | Lage der Stadt Lauingen (Donau) im Landkreis Dillingen an der Donau       | 44,39  | 11,445    | 258        | 439  | Schimmelturm in Lauingen   |
| Lutzingen                        | Lutzingen (1939) Unterliezheim (1978) | VG Höchstädt an der Donau    | Wappen der Gemeinde Lutzingen                 | Lage der Gemeinde Lutzingen im Landkreis Dillingen an der Donau           | 24,93  | 975       | 39         | 441  |                            |
| Medlingen                        | Medlingen (1975) Obermedlingen (1975) Untermedlingen (1975) | VG Gundelfingen an der Donau | Wappen der Gemeinde Medlingen                 | Lage der Gemeinde Medlingen im Landkreis Dillingen an der Donau           | 17,07  | 1.013     | 59         | 445  | Kloster Obermedlingen      |
| Mödingen                         | Mödingen (1939) Bergheim (1978) | VG Wittislingen              | Wappen der Gemeinde Mödingen                  | Lage der Gemeinde Mödingen im Landkreis Dillingen an der Donau            | 23,37  | 1.424     | 61         | 455  | Kloster Mödingen           |
| Schwenningen                     | Schwenningen (1939) Gremheim | VG Höchstädt an der Donau    | Wappen der Gemeinde Schwenningen              | Lage der Gemeinde Schwenningen im Landkreis Dillingen an der Donau        | 25,02  | 1.428     | 57         | 418  | Kirche von Gremheim        |
| Syrgenstein                      | Altenberg Ballhausen Landshausen Staufen | VG Syrgenstein               | Wappen der Gemeinde Syrgenstein               | Lage der Gemeinde Syrgenstein im Landkreis Dillingen an der Donau         | 16,66  | 3.931     | 236        | 485  |                            |
| Villenbach                       | Villenbach (1972) Riedsend Wengen | VG Wertingen                 | Wappen der Gemeinde Villenbach                | Lage der Gemeinde Villenbach im Landkreis Dillingen an der Donau          | 17,81  | 1.326     | 74         | 441  |                            |
| Stadt Wertingen                  | Wertingen (1972) Bliensbach (1977) Gottmannshofen (1978) Hettlingen (1976) Hirschbach (1972) Hohenreichen (1972) Prettelshofen (1972) Rieblingen (1972) Roggden (1978) | VG Wertingen                 | Wappen der Stadt Wertingen                    | Lage der Stadt Wertingen im Landkreis Dillingen an der Donau              | 51,8   | 9.625     | 186        | 431  |                            |
| Wittislingen                     | Wittislingen (1939) Schabringen | VG Wittislingen              | Wappen des Marktes Wittislingen               | Lage des Marktes Wittislingen im Landkreis Dillingen an der Donau         | 17,41  | 2.551     | 147        | 454  | Wittislingen               |
| Ziertheim                        | Ziertheim (1939) | VG Wittislingen              | Wappen der Gemeinde Ziertheim                 | Lage der Gemeinde Ziertheim im Landkreis Dillingen an der Donau           | 20,83  | 1.068     | 51         | 463  |                            |
| Zöschingen                       | Zöschingen (1939) | VG Syrgenstein               | Wappen der Gemeinde Zöschingen                | Lage der Gemeinde Zöschingen im Landkreis Dillingen an der Donau          | 14,61  | 772       | 53         | 510  |                            |
| Zusamaltheim                     | Zusamaltheim (1972) Sontheim | VG Wertingen                 | Wappen der Gemeinde Zusamaltheim              | Lage der Gemeinde Zusamaltheim im Landkreis Dillingen an der Donau        | 17,9   | 1.288     | 72         | 444  |                            |